# Tomaszów Dolny
Tomaszów Dolny – część wsi Tomaszów Bolesławiecki w Polsce, położona w województwie dolnośląskim, w powiecie bolesławieckim, w gminie Warta Bolesławiecka, na pograniczu Niziny Śląsko-Łużyckiej (Równiny Chojnowskiej) i Pogórza Kaczawskiego w Sudetach. Leży na północ od centrum miejscowości.
W latach 1950. stanowił gromadę w gminie Warta Bolesławiecka, w 1954 włączoną do gromady Tomaszów Górny.
W latach 1975–1998 miejscowość administracyjnie należała do województwa legnickiego.